# Pristimantis parvillus
Pristimantis parvillus es una especie de anfibio anuro de la familia Craugastoridae.

## Distribución
Esta especie habita entre los 220 y 2000 m de altitud en la vertiente occidental de la Cordillera Occidental:
- de la provincia de Guayas a la provincia de Carchi en Ecuador;
- en el departamento de Nariño en Colombia.[4]

## Descripción
Los machos miden de 16.4 a 19.4 mm y las hembras de 22.8 a 24.8 mm.

## Publicación original
- Lynch, 1976 : New species of frogs (Leptodactylidae: Eleutherodactylus) from the Pacific versant of Ecuador. Occasional papers of the Museum of Natural History, the University of Kansas, n.º 55, p. 1-33[5]